# Linnaea tetrasepala
Linnaea tetrasepala är en tvåhjärtbladig växtart som först beskrevs av Gen-Iti Koidzumi, och fick sitt nu gällande namn av Christenh. Linnaea tetrasepala ingår i släktet linneor, och familjen Linnaeaceae. Inga underarter finns listade i Catalogue of Life.